# OpenTTD
OpenTTD is een bedrijfssimulatie- en strategiespel waarin de speler een transportbedrijf beheert. Het doel is om het grootste transportimperium uit te bouwen. OpenTTD ontstond als een open source-port van het spel Transport Tycoon Deluxe van Chris Sawyer naar C door gebruik te maken van een disassembly van de originele uitvoerbare bestanden.
Het spel heeft dezelfde functionaliteit als het originele spel, maar heeft daarnaast een groot aantal toevoegingen zoals kanalen, geavanceerde stations en extra typen vliegvelden. Ook is een multiplayer-mogelijkheid toegevoegd. Men kan via LAN en internet wereldwijd tegen maximaal 255 anderen spelen.

## Geschiedenis
De ontwikkeling begon ongeveer tien jaar na de release van het origineel op 6 maart 2004 met de uitgave van versie 0.1 door Ludvig "Ludde" Strigeus, die ook bekend is voor de ontwikkeling van ScummVM en de BitTorrent-client µTorrent. De basis voor OpenTTD was een analyse van de gedemonteerde originele bestanden, waarna een nieuwe versie werd ontwikkeld in C met gebruikmaking van de SDL bibliotheken. De auteur bracht de eerste bugfix versie 0.1.1 met enkele nieuwe mogelijkheden pas acht dagen later uit. Versie 0.2 werd de volgende maand uitgebracht. De populariteit van het spel nam daarna toe en meer programmeurs sloten zich bij het project aan, maar "Ludde" zelf bleef er slechts bij tot versie 0.3.3 op 14 juli 2004. Na zijn vertrek onderging OpenTTD een volledige refactoring en werd het grotendeels overgezet naar C++.
De huidige ontwikkelingsstatus kan op elk moment worden opgevraagd uit de Git repository.
Op 1 april 2010 werd versie 1.0.0 van OpenTTD uitgebracht, die voor het eerst volledig zonder de originele spelbestanden kon worden gebruikt, maar ze nog steeds ondersteunde. Sinds versie 1.11.0, die werd vrijgegeven op 1 april 2021, kan OpenTTD worden gevonden op het distributieplatform Steam.

## Platforms
Door gebruik te maken van SDL (dat platformonafhankelijke aansturing van grafische- en geluidskaart mogelijk maakt), werkt OpenTTD op bijna elk besturingssysteem, inclusief: Windows, Mac, BeOS, Linux, OS/2, FreeBSD,  PalmOS, Ubuntu, Unix en MorphOS. Ook zijn er onofficiële versies voor Apple iPhone, Android, Pocket PC, AmigaOS, SkyOS, RISC OS, GP2X, PlayStation Portable, Nintendo DS, Wii , Dingoo A320 (Via Dingux) en Dingoo A-330 (Via Dingux). 
Er was een bètaversie beschikbaar voor Maemo. Hoewel het originele spel onder MS-DOS draaide, werkt OpenTTD daar officieel niet op.